# ماهی و من
ماهی و من، فیلم کوتاه داستانی به کارگردانی و بازی بابک حبیبی‌فر است. فیلم داستان مردی نابیناست که می‌کوشد ماهی سفره هفت‌سین خود را نجات دهد.
کارگردان، تدوین‌گر، آهنگ‌ساز و تنها بازیگرِ ماهی و من، بابک حبیبی‌فر است. فیلم‌بردار این فیلم صادق سوری و صدابردار آن حامد معصومی است.
فیلم موفق به کسب بیش‌از پنجاه جایزه از جشنواره‌های جهانی شده‌است.